# Seconde guerre franco-malgache
La seconde guerre franco-malgache est un conflit entre la France et le royaume de Madagascar. Le conflit débute en 1894 après le refus de la reine Ranavalona III de soumettre son royaume au protectorat de la France sur l'île de Madagascar. La seconde guerre fait suite à la première guerre franco-malgache qui débuta dix ans plus tôt en 1883. Le conflit se solde le 1er octobre 1895: les troupes françaises entrent dans Antananarivo et la France impose à la reine le protectorat français sur Madagascar, transformé en 1897 en la colonie de Madagascar et dépendances. À la suite de cette seconde guerre, la famille royale est destituée par le général Gallieni. Ranavalona est exilée d'abord à l'île de la Réunion, puis plus tard en Algérie française où elle meurt en 1917. Madagascar devient française jusqu'en 1960. La guerre se trouve en pleine période d'intense rivalité entre France, Allemagne et Royaume-Uni par rapport au contrôle de l'Afrique.

## Contexte

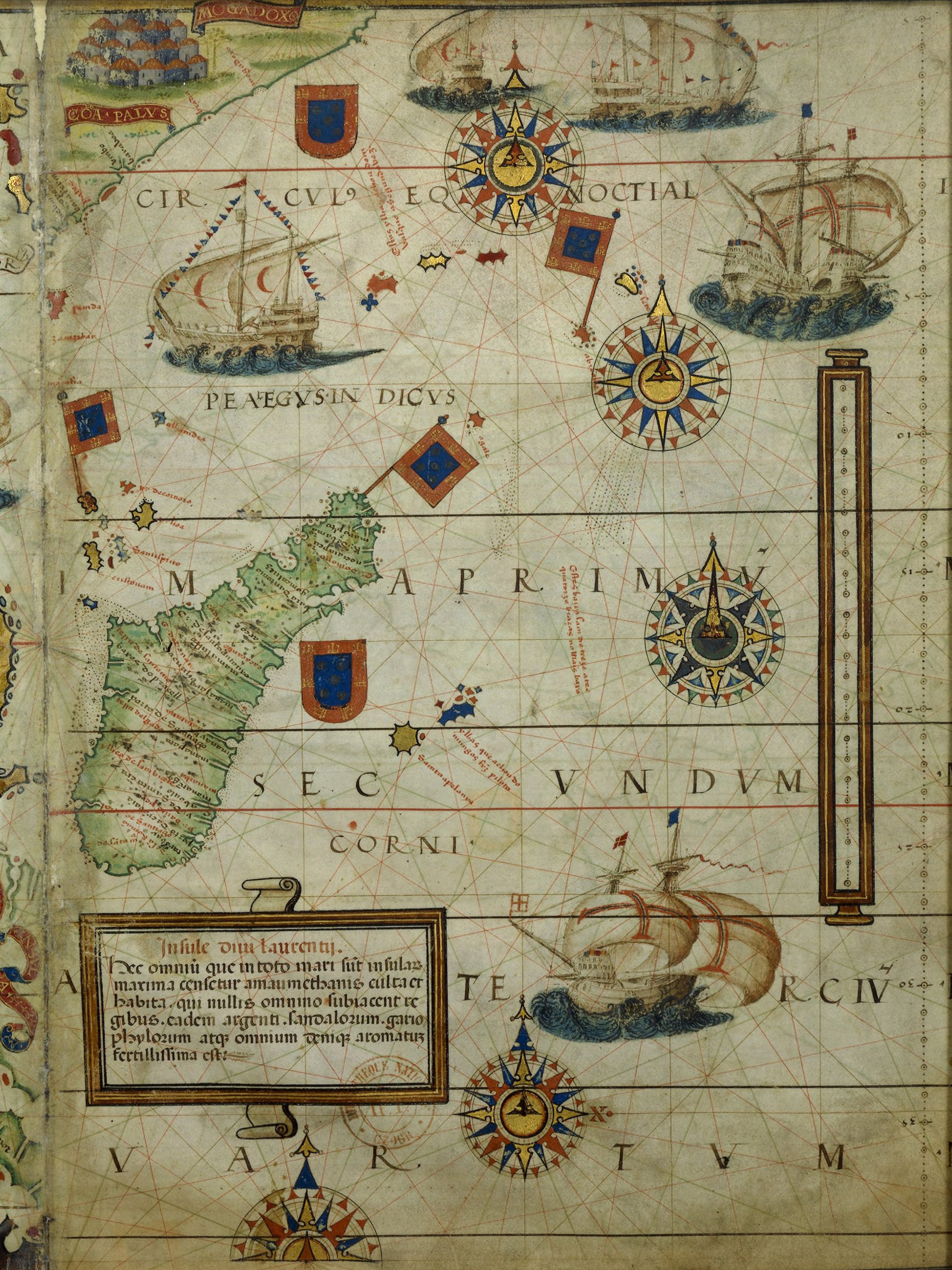
Carte de Madagascar vers 1517 - 1519

En 1500, le navigateur portugais Diogo Dias est le premier Européen à connaître l'île de Madagascar, île qu'il nomme São Lourenço. C'est au XVIIe siècle que la présence européenne débute réellement avec le commerce des esclaves et l'introduction des armes à feu.
En 1643, le royaume de France du roi Louis XIII fonde la colonie de Fort-Dauphin au sud de l'île. En 1665 Louis XIV fait de la colonie une base avancée de la compagnie française des Indes orientales. L'île est théoriquement annexée par la France sous le nom d'île dauphine.
La présence française est importante. On doit à Étienne de Flacourt les seules descriptions d'observations de lémurien géant[réf. souhaitée]. Madagascar se trouve sur une zone que la France souhaite mettre sous protectorat. Avant la création du canal de Suez, la région est le seul moyen d'aller au Indes et d'en revenir. Ainsi la région sera remplie de pirates et de corsaires comme Robert Surcouf. La vente d'esclaves est une activité importante. Les esclaves achetés par des navires marchands partent généralement pour l'île Maurice ou La Réunion. De cette période nous est resté le destin tragique des esclaves oubliés de l'Île Tromelin.
Les relations entre Français et locaux n'ont pas toujours été amicales, comme en témoigne le massacre de Fort-Dauphin en 1674. Durant cette période, Madagascar n'est pas un ensemble homogène. elle est composée d'une multitude de petits États à base tribale. Au centre de l'île se trouve le royaume de Merina, qui deviendra le royaume de Madagascar.
Sous le premier Empire, les Français sont chassés de l'île par les Britanniques; seule reste la colonie de l'Île Sainte-Marie. La France reprend son intérêt pour l'île sous Louis-Philippe Ier: en 1839, Nosy Be est rattachée à la France et en 1841 Mayotte à son tour. Après l'Empire, la France perd Maurice et les Seychelles, mais ne se retire pas de la région pour autant. Les rivalités franco-anglaises seront palpables jusqu'à la signature d'un accord de reconnaissance mutuelle : les Français reconnaissent la colonie britannique de Zanzibar et les Britanniques la dépendance française de Madagascar. En 1817 le royaume de Madagascar et son souverain Radama Ier sont reconnus internationalement.
À la fin du XIXe siècle siècle, Français et Britanniques se jouent une véritable guerre d'influence sur l'île, similaire aux conflits entre les mêmes puissances autour de Tahiti. Les pasteurs britanniques se rapprochent des populations des hauts plateaux, dont la famille royale qui est convertie au protestantisme ; les missionnaires catholiques français sont eux sur les côtes de l'île où ils convertissent les habitants au catholicisme.
En 1883, sous le prétexte de brimades sur des négociants français, le gouvernement de Jules Ferry réclame le nord de l'île. Face au refus malgache, la première guerre franco-malgache est déclenchée, avec notamment le bombardement de Tamatave, et durera jusqu'en 1885. À cette date est signé un accord de protectorat, une alliance militaire et l'installation d'un résident français à Tananarive. Madagascar abandonne la ville de Diego Suarez (Antsiranana en malgache) à la France. Le protectorat sera reconnu par le Royaume-Uni en 1890.

## Prélude de la guerre

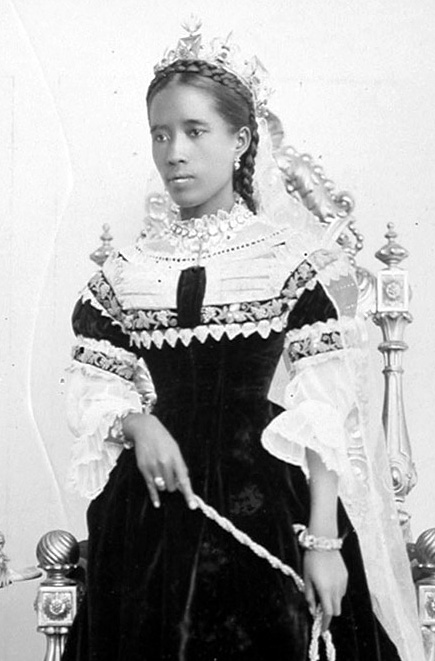
Ranavalona III en tenue du sacre

En 1892, le parti colonial, mais surtout les Réunionnais, par la voix de leur député François Césaire de Mahy, demandent une annexion pure et simple de Madagascar à la France. Le 22 janvier 1894, le gouvernement de Casimir-Perier y répond favorablement. La France est poussée à intervenir rapidement à Madagascar à cause de l'Affaire Dreyfus: dans le bordereau attribué à Alfred Dreyfus, mais écrit en fait par Ferdinand Walsin Esterhazy, celui-ci remet une note au général allemand Maximilian von Schwartzkoppen, sur Madagascar. Cette affaire ne fait qu'accélérer les choses. Le 22 octobre la reine le véritable protectorat ce qui entraîne la guerre[pas clair][Pas dans la source].

## Les forces françaises
L'expédition française à Madagascar est commandée par le général de division Jacques Duchesne; le chef d'état-major est le général de brigade de Torcy; le commandant de l'artillerie est le colonel Palle; le commandant de la logistique est le colonel Bailloud. L'expédition est divisée en deux brigades, plus des éléments non embrigadés et la marine. La première brigade, commandée par le général de brigade Metzinger, comprend un régiment d'Algérie composé d'un bataillon de la légion étrangère et de deux de tirailleurs algériens, le 200e régiment d'infanterie, créé à partir d'éléments de 12 régiments métropolitains, ainsi que le 40e bataillon de chasseurs à pied. La deuxième brigade est commandée par le général de brigade Voyron; elle comprend le 13e régiment d'infanterie de marine et un régiment colonial composé de trois bataillions malgaches, d'un bataillon haoussa, et d'un bataillon de La Réunion. Les éléments non embrigadés sont le 10ème escadron du 1er régiment de chasseurs d'Afrique, les 15e et 16e batteries de montagnes, les 17e et 18e batteries montées du 38e régiment d'artillerie et quatre compagnies du génie militaire. La marine lors de l'expédition est commandée par le capitaine de vaisseau Bienaimé, qui commande les croiseurs Primauguet, Hugon et Dupetit Thouart, les avisos Papin et Dumont d'Urville, les canonnières Lynx, Étoile, Sagittaire, Météore, Lièvre et Gabès et le transport ponton la Corrèze. C'est un total de 14 000 hommes plus 7 000 porteurs.

## Les forces malgaches

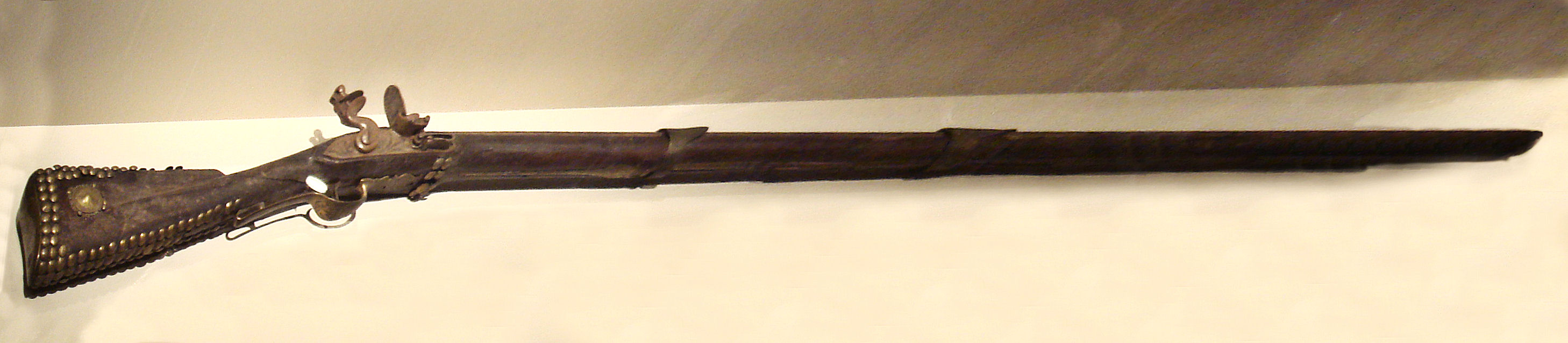
Fusil de l'armée malgache

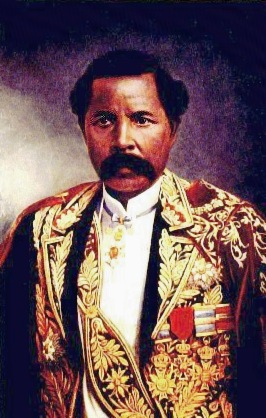
Rainilaiarivony

Les forces malgaches représentent 30 000 soldats plus 40 000 réservistes. Ils sont pour une partie habillés et armés à l'européenne. Des éléments de l'armée malgache lors de la guerre sont visibles au musée de l'Armée, dans la galerie dédiée à la période de la fin du Second Empire à la Guerre froide. L'armée malgache est commandée par Ramasombazaha, commandant en chef des armées du nord-ouest, sous la supervision du premier ministre et vice-roi Rainilaiarivony. La reine n'a qu'un statut militaire honorifique. Les armes sont européennes, obsolètes et modifiées, les fusils sont à rechargement par la bouche et à silex, alors que les français ont des fusils Lebel à chargement par la culasse, ou chassepots modèle 1866. Les uniformes ne sont pas pour tous: les officiers ont de beaux uniformes blancs ou rouges, certaines unités en sont pourvues et à la mode anglaise, mais la plupart ont des habits de civil. Néanmoins les Malgaches possèdent des canons à chargement par la culasse.

## L'expédition et les combats

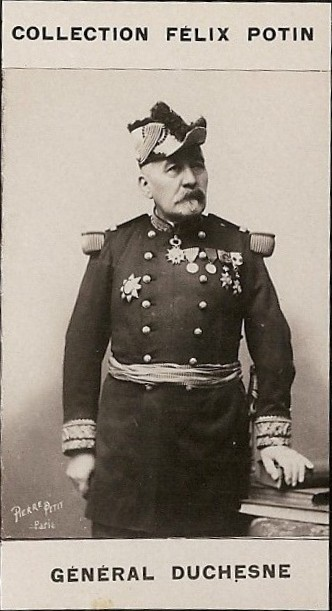
Général Duchesne

L'expédition est d'abord préparée par le commandant de Beylié qui recommande un débarquement à Majunga, puis une progression vers Tananarive, soit 600 km à parcourir dans un pays difficile, recouvert tantôt de marécages, tantôt de monts escarpés et dépourvu pendant les 200 premiers kilometres de toute autre voie de communication qu'un fleuvre capricieux, la Betsiboka.

C'est le général Duchesne qui commande l'expédition: un saint Cyrien, blessé à la bataille de Solférino, qui a déjà une expérience coloniale avec l'expédition du Tonkin et la guerre franco-chinoise où il a combattu au Viêt Nam puis à Taïwan. Le général Legrand-Girarde) écrit dans ses souvenirs: 

« Ce choix fut excellent. Il fut un chef dans toute l'acceptation du terme parce que, de la première à la dernière heure, il eut l'œil fixé sur le but à atteindre et qu'il y marcha avec la ténacité qui vient à bout des plus grands obstacles. Dur il l'a été, il fallait l'être ; peut être a-t-il parfois dépassé la mesure ou plutôt il s'en est donné l'apparence par la brutalité de quelques-unes de ses paroles. Mais j'ai acquis depuis lors l'intime conviction que la rudesse des mots était pour le général le rempart derrière lequel s'abritait sa timidité. Ne pouvant être ferme avec douceur il se faisait brutal, mais il était foncièrement bon. Personne d'ailleurs n'a contesté sa justice. »

La Marine, sous les ordres du capitaine de vaisseau Bienaimé, a la charge de prendre possession de certains points de débarquement. Le 12 décembre 1894, Tamatave est pris, puis le 16, c'est Majunga. Ce point d'appui conquis permet le débarquement de l'avant-garde du corps expéditionnaire le 1er mars 1895, sous le commandement du général Metzinger qui prend Marovoay fin avril, bousculant les positions Hova. Il est rejoint par le général Duchesne et le reste du corps expéditionnaire à la fin du mois de mai. Renforcé du 40e bataillon de chasseurs et du régiment d'Algérie, le général Metzinger poursuit sa progression le long du fleuve jusqu'à son confluent avec l'Ikopa. Le bataillon s'empare de Maevatanana et met en fuite 5.000 Hovas, depuis de la position de Suberbieville,. L'armée française campe dans les maisons, comme le souligne le récit d'un soldat :

« Ma chère mignonne,
Nous sommes bivouaqués au bord de la mer, à Marofoto, et nous avons l’heureuse chance de pouvoir abriter nos hommes dans les cases hovas abandonnées.
L’état-major est campé sous de grands arbres, à 10 m de la mer et dans une très jolie situation.
Nous ne souffrons pas, ou très peu, de la chaleur jusqu’à maintenant.
Peu à peu tout s’installe. En arrivant nous avons trouvé la rade couverte de navires, on aurait dit une superbe escadre.
Mais malheureusement tous ces beaux chalands et les remorqueurs prévus en France n'existent qu’à fond de cale des bateaux qui les ont apportés, et on ne sait pas encore lorsqu’ils pourront être montés.
Aussi le déchargement des navires se fait-il avec une lenteur désespérante et on se demande quand il sera terminé.
Il en résulte un retard considérable dans toutes les opérations, et on manque de pas mal de choses.
Actuellement on commence à n’être pas trop dépourvu du nécessaire et nous avons bien de la chance d’être arrivés dans les derniers. Ainsi pour te donner une idée de la pénurie générale, on n’avait aucun médicament et on purgeait les hommes avec de l’eau de mer.
Quant au désordre, tu ne peux t’en faire une idée. Heureusement que nous sommes débrouillards, car sans cela jamais nous ne nous en serions tirés.
J’ai été reçu admirablement par le général Voyron qui a paru tout heureux de me voir.
J'ai déjeuné avec lui et il m’a offert de partager le logement de ses officiers d’ordonnance, chez lui.
Je préfère être chez moi, sous la tente.
Majunga est un affreux trou où on commence à s’installer. On bâtit un peu partout, si on peut appeler cela bâtir. Car ce sont des paillotes ou des cases en bois qu’on installe à la hâte, pour les louer très cher.
Il se monte surtout des magasins de toute espèce, et nous avons bien des difficultés à empêcher nos hommes d’aller se faire empoisonner par tous ces mercantis.
C’est une véritable tour de Babel et on parle toutes les langues, jamais je n’ai vu une foire pareille.
Tout le monde commande et on n’a pas d’ordre ferme.
Je compte rester encore sept à huit jours ici, et partir ensuite pour Marovoay avec mon bataillon.
Ce dernier point, très important, a été pris sans difficulté par une compagnie d’Infanterie de Marine et une compagnie de Sakalaves, sans grands efforts.
Les Hovas se retirent au fur et à mesure que nous avançons. Ils laissent leurs canons après les avoir déchargés. On parle de désunion entre eux et les Anglais à leur service. Espérons que tout ira pour le mieux.
Mais nous avons dans le corps expéditionnaire, par suite d’imprudences ou d’excès de fatigue provenant du manque d’expérience des officiers de la Guerre, pas mal de fièvre. Cela fait de suite du déchet. Je me soigne bien, la popote fonctionne on ne peut mieux.
Nous avons des bœufs en quantité. En ce moment, les sakalaves paraissent évoluer vers nous et c’est une fameuse chose, car cela facilitera notre tâche.
J’ai bon espoir, si les fièvres épargnent nos hommes. Quant à l’état-major, il bafouille tant qu’il peut.
Embrasse les enfants. Je te dévore de caresses.
Émile.
En écrivant à Victorine, dis-lui bien des choses. Embrasse les parents. »

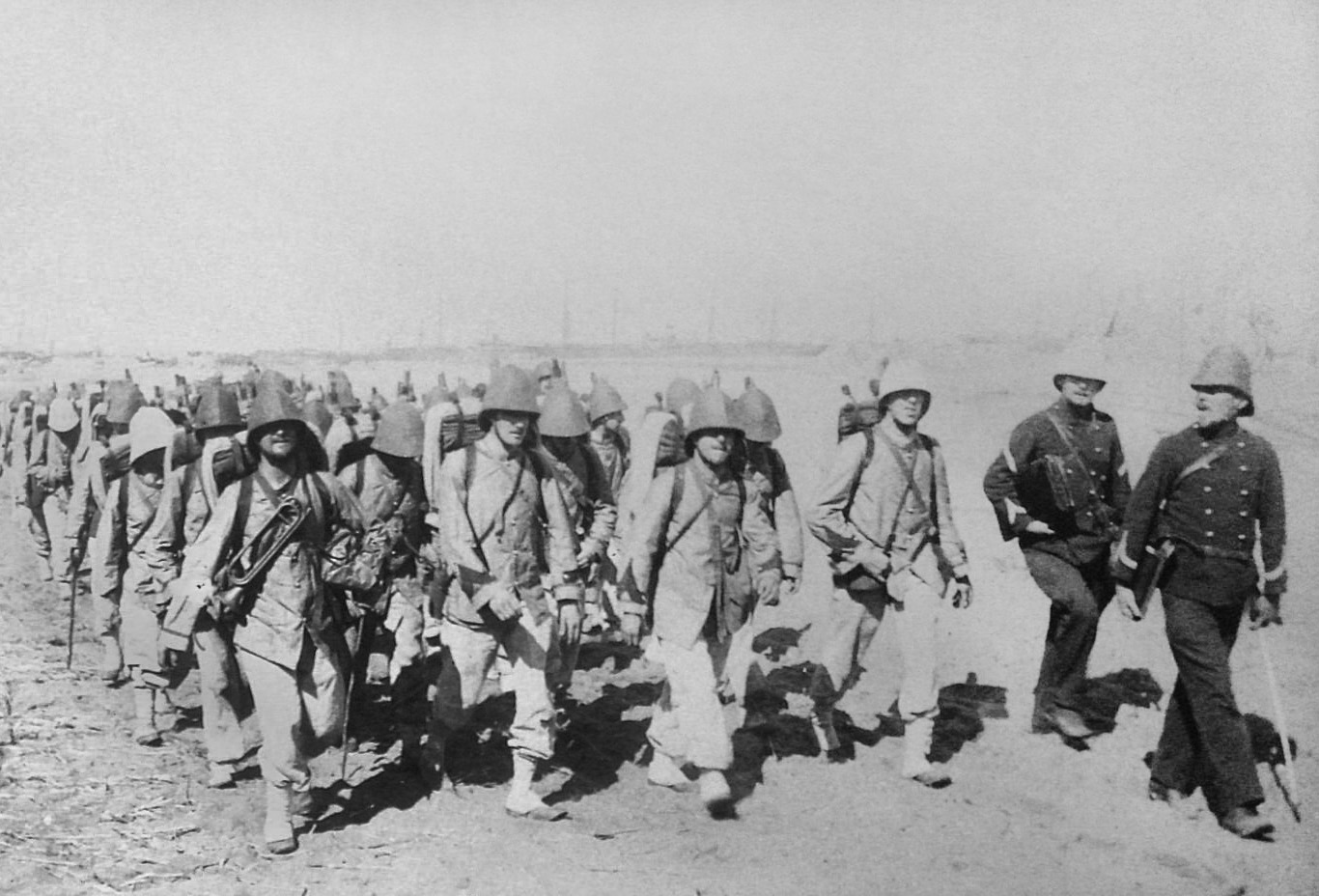
40ème bataillon de chasseurs à pied à Madagascar

La suite de la campagne est assez pénible, les colonnes n'avancent que de 7 à 8 kilomètres par jour. Alors que les services de santé sont défectueux et que l'armée doit séjourner dans des zones fiévreuses, beaucoup de soldats meurent de maladie, dont une bonne part sont membres du 200e de ligne. Fin juin, le corps expéditionnaire occupe le plateau de Mevatane-Suberbieville. Duchesne décide de l'établissement d'un poste avancé à Tsarasaotra à 20 kilomètres de Suberbieville, composé d'une compagnie de tirailleurs algériens, d'une section d'artillerie et d'un peloton de chasseurs d'Afrique. Le poste isolé est attaqué le 29 juin au matin par plus d'un millier de Malgaches hovas. Tenu à distance par des feux de salves, les Hovas sont finalement délogés par une contre-attaque des turcos qui les mettent en déroute. Ils se réfugient sur le Mont Beritza. Le général Metzinger vient renforcer la position avec le 40e bataillon de chasseurs. Celui ci attaque les Hovas sur le mont Beritza. Le 30 juin le camp Hova est pris pour la perte insignifiante de huit blessés du côté français. Début septembre, le corps expéditionnaire, diminué des malades et des troupes échelonnées sur les voies de ravitaillement, est regroupé à Andriba, à 200 kilomètres de Tananarive. Afin d'atteindre la capitale Hova avant l'hivernage, Duchesne décide de former une colonne légère de 4.000 hommes et de réorganiser la zone de communication en scindant la direction des étapes en deux, un secteur nord sous la direction du colonel Bailloud et un secteur sud confié au colonel Palle, initialement directeur de l'artillerie du corps expéditionnaire. Le 1er octobre les Français entrent dans la capitale. Les Français ouvrent le feu avec leurs canons et au premier obus la reine se rend et signe l'acte de protectorat.

## Galerie

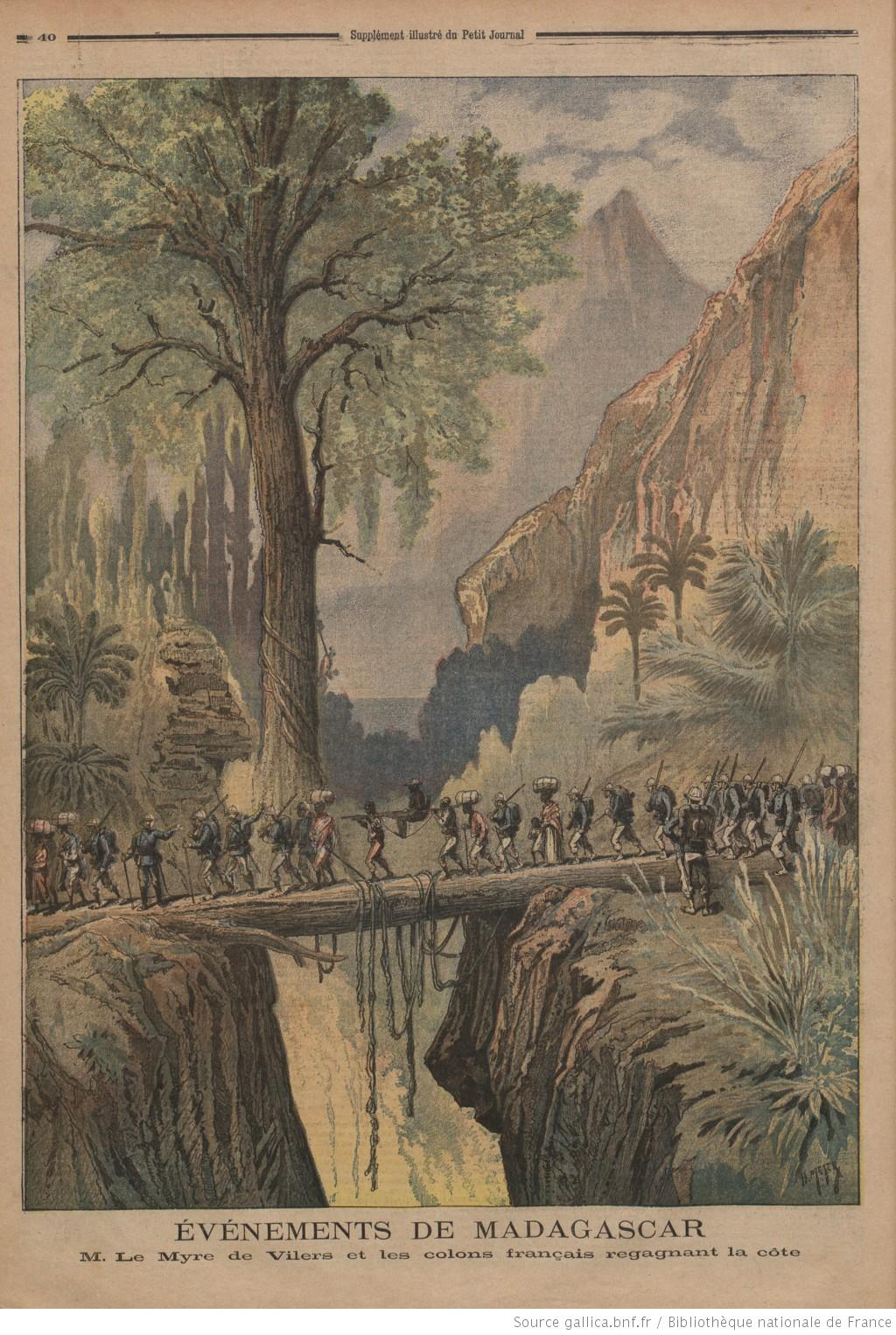
Expédition de Madagascar par le petit journal
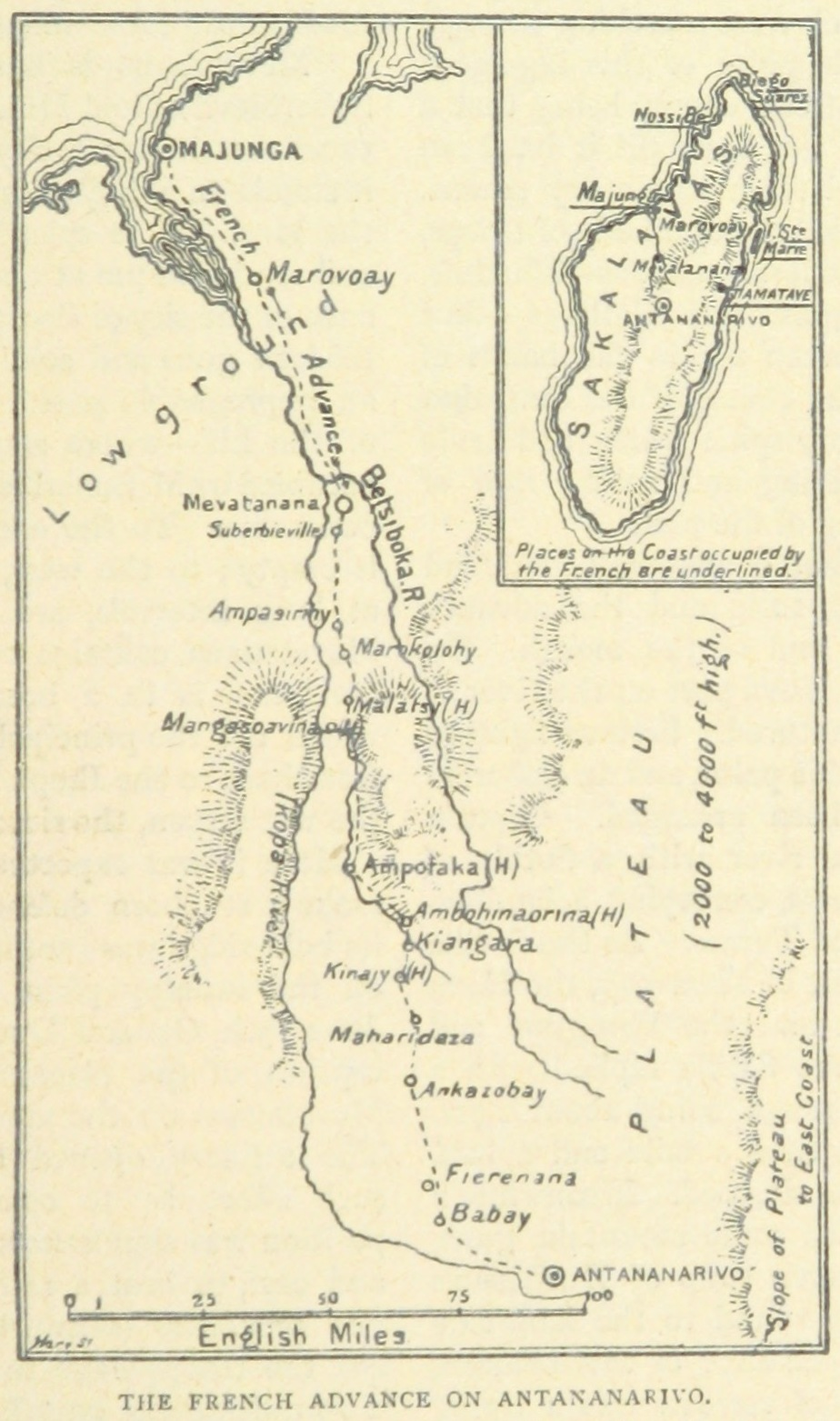
Carte de l'avancement des troupes françaises
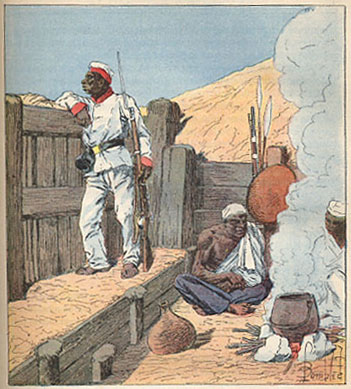
Armée malgache
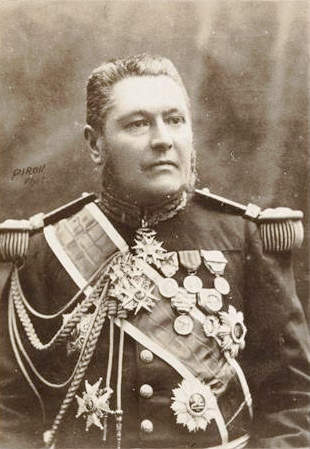
Amédée Bienaimé
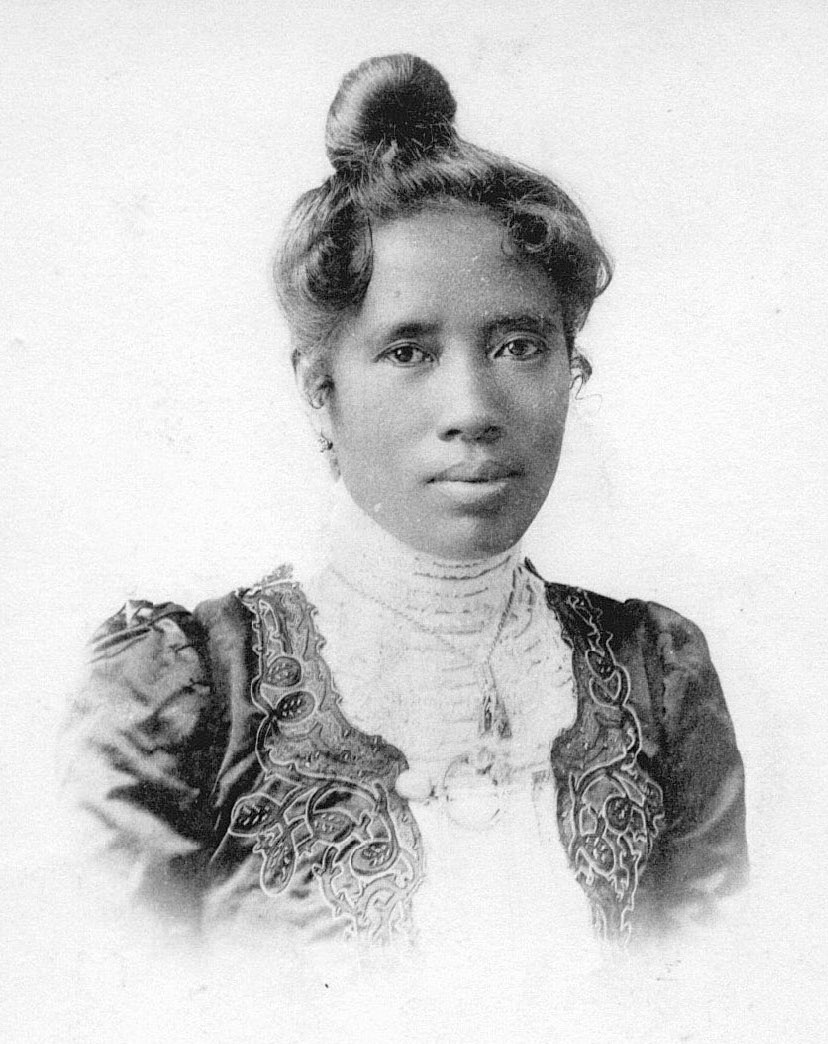
Ranavalona III
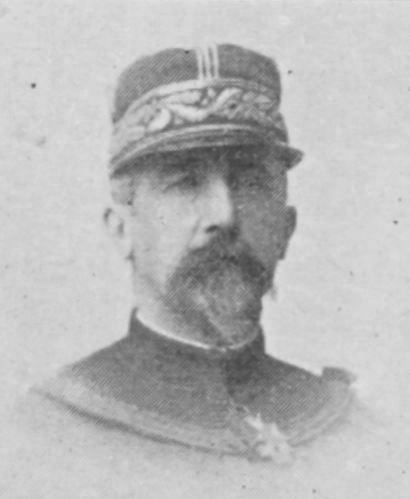
Léon Metzinger
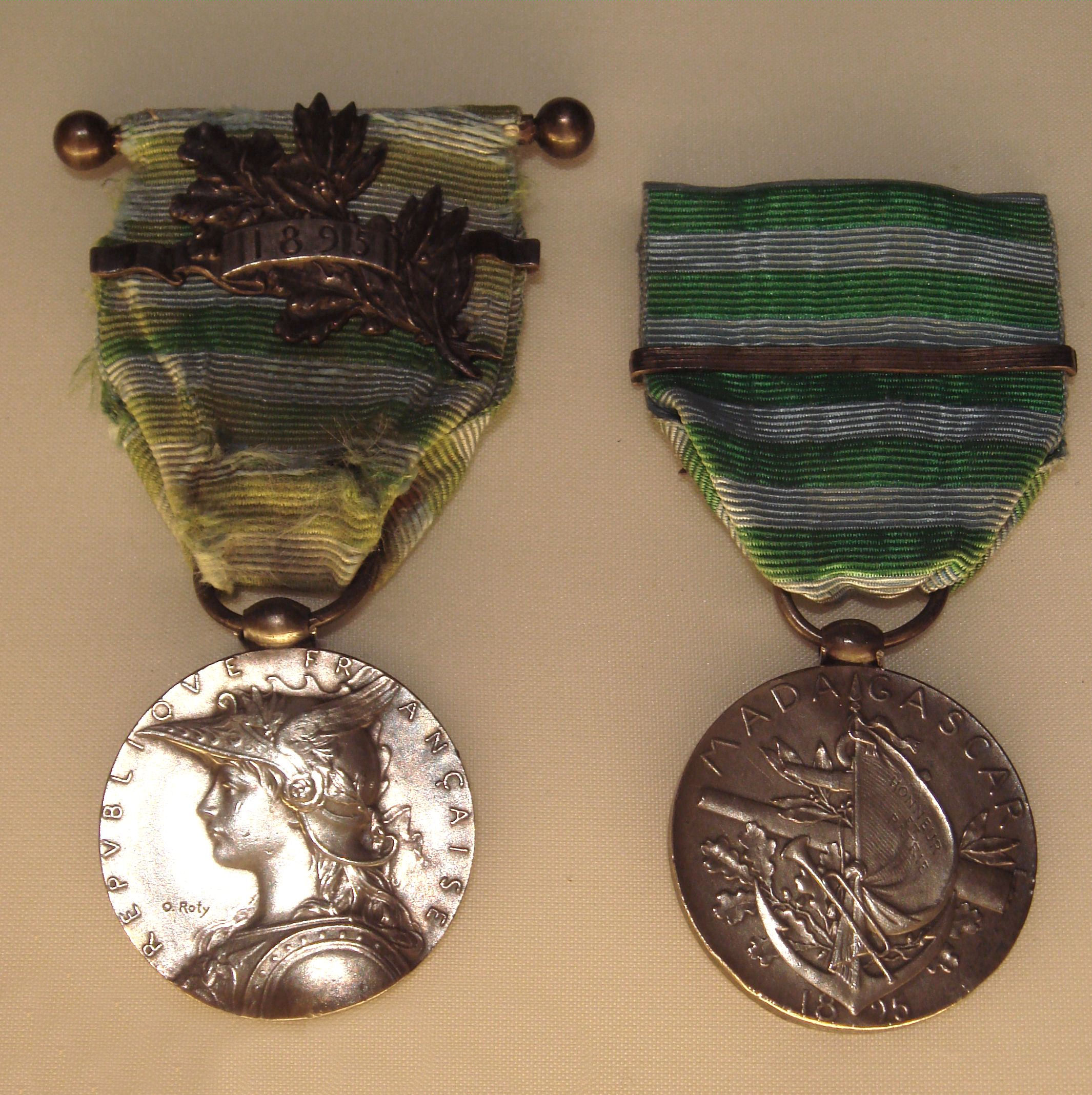
Médaille de l'expédition
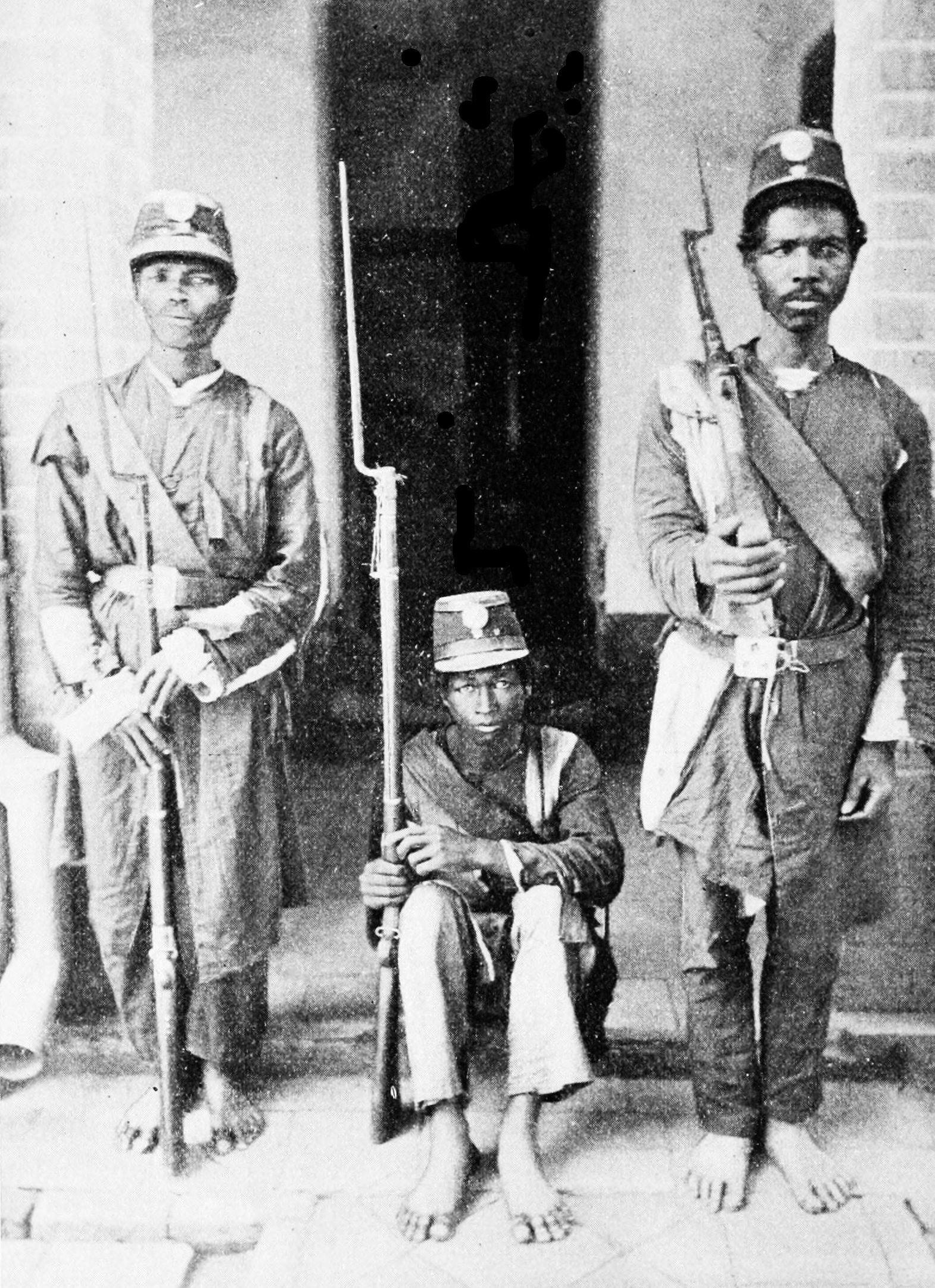
Soldats malgaches en 1895
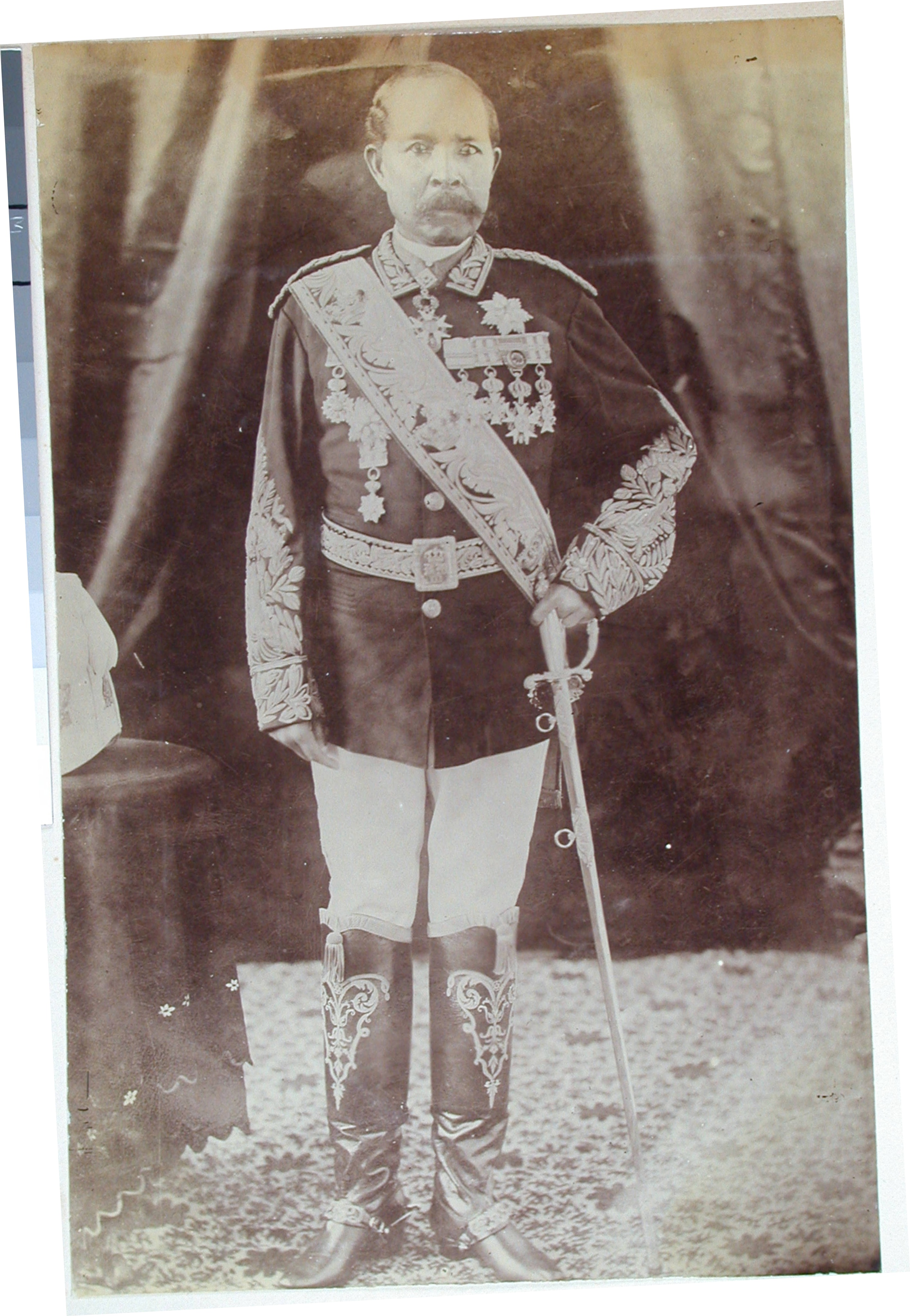
Rainilaiarivony
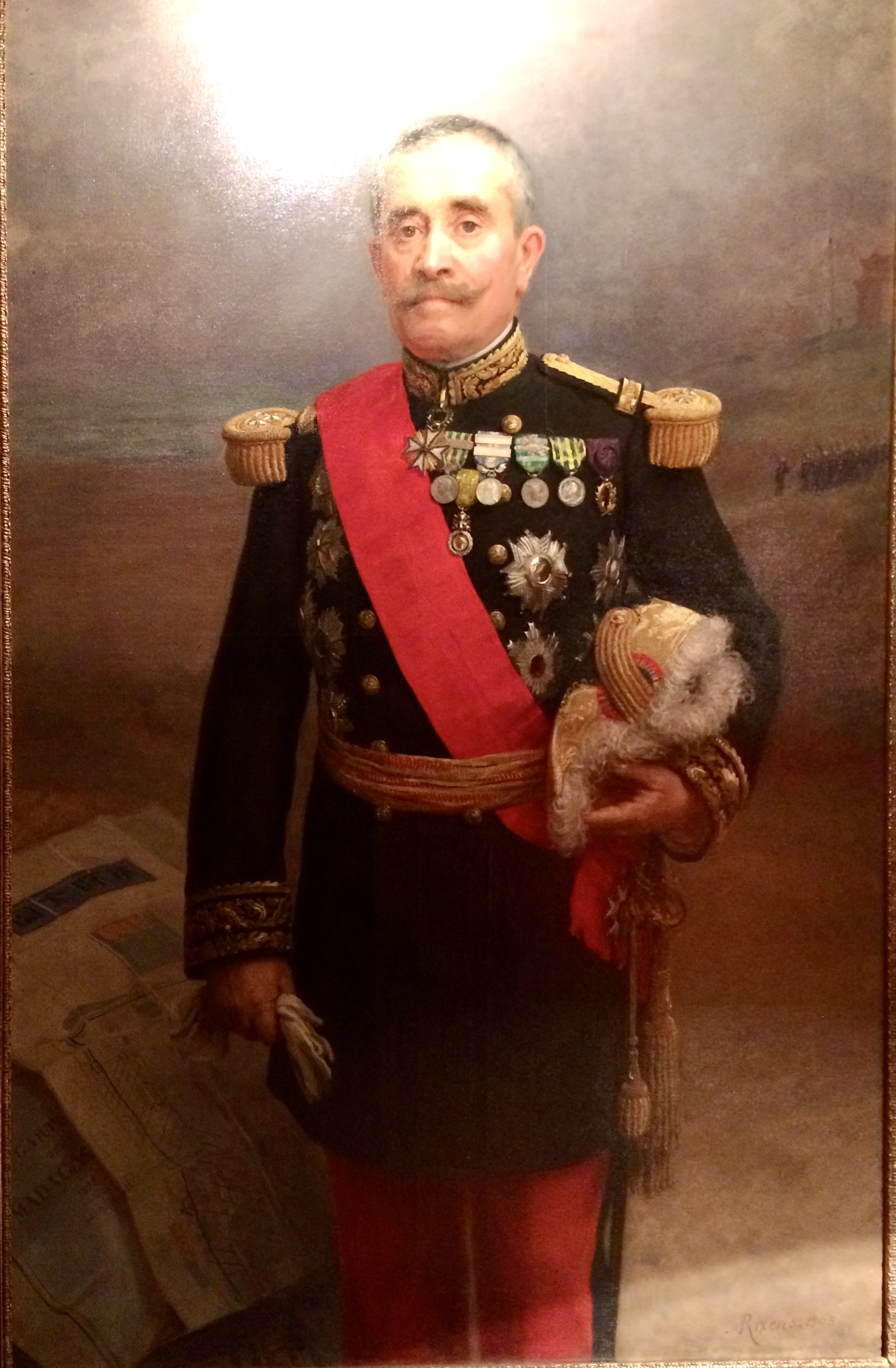
Regis Voyron
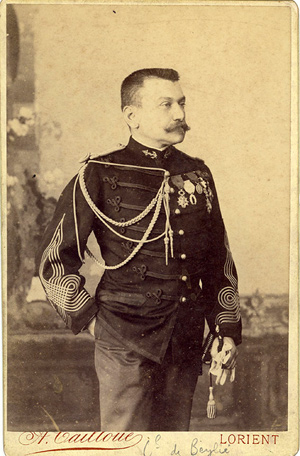
Léon de Beylié

## Madagascar protectorat puis colonie

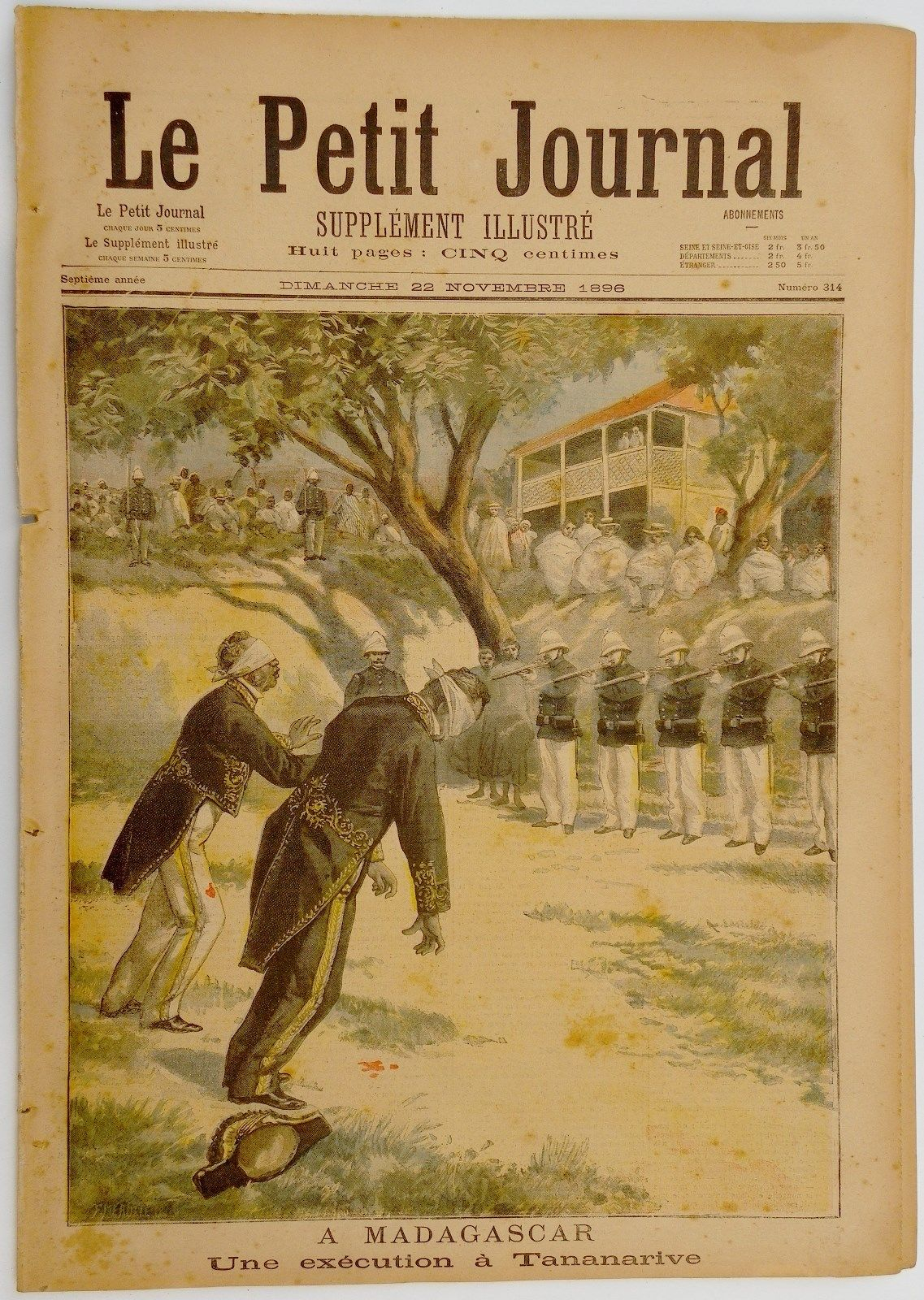
Exécution du prince Ratsimamanga et de Rainandriamampandry

Dès l'annonce de la prise de Madagascar, la France détache un gouverneur, Hippolyte Laroche, qui obtient de la reine une déclaration reconnaissant de fait la « prise de possession » de Madagascar par la France. Une loi d'annexion est proclamée le 6 août 1896, forçant Rainilaiarivony à s'exiler. Le Gouvernement Jules Méline proclame la transformation en colonie française. C'est une longue descente aux enfers pour la reine et ses soutiens. Le nouveau gouverneur Joseph Gallieni fait arrêter la reine dans la nuit 28 février 1897. Il l'expulse et elle est exilée à La Réunion, puis en Algérie. Elle meurt le 23 mai 1917 à Alger. Gallieni a quant à lui la mission de pacifier le territoire. Le 11 octobre 1896 par exemple il fait arrêter le prince Ratsimamanga et Rainandriamampandry qu'il fait fusilier. Leur exécution fait la une du Petit Journal du 22 novembre 1896. Parmi les officiers de la pacification on peut citer le futur Maréchal de France Joseph Joffre.

## Commémoration et politique actuelle

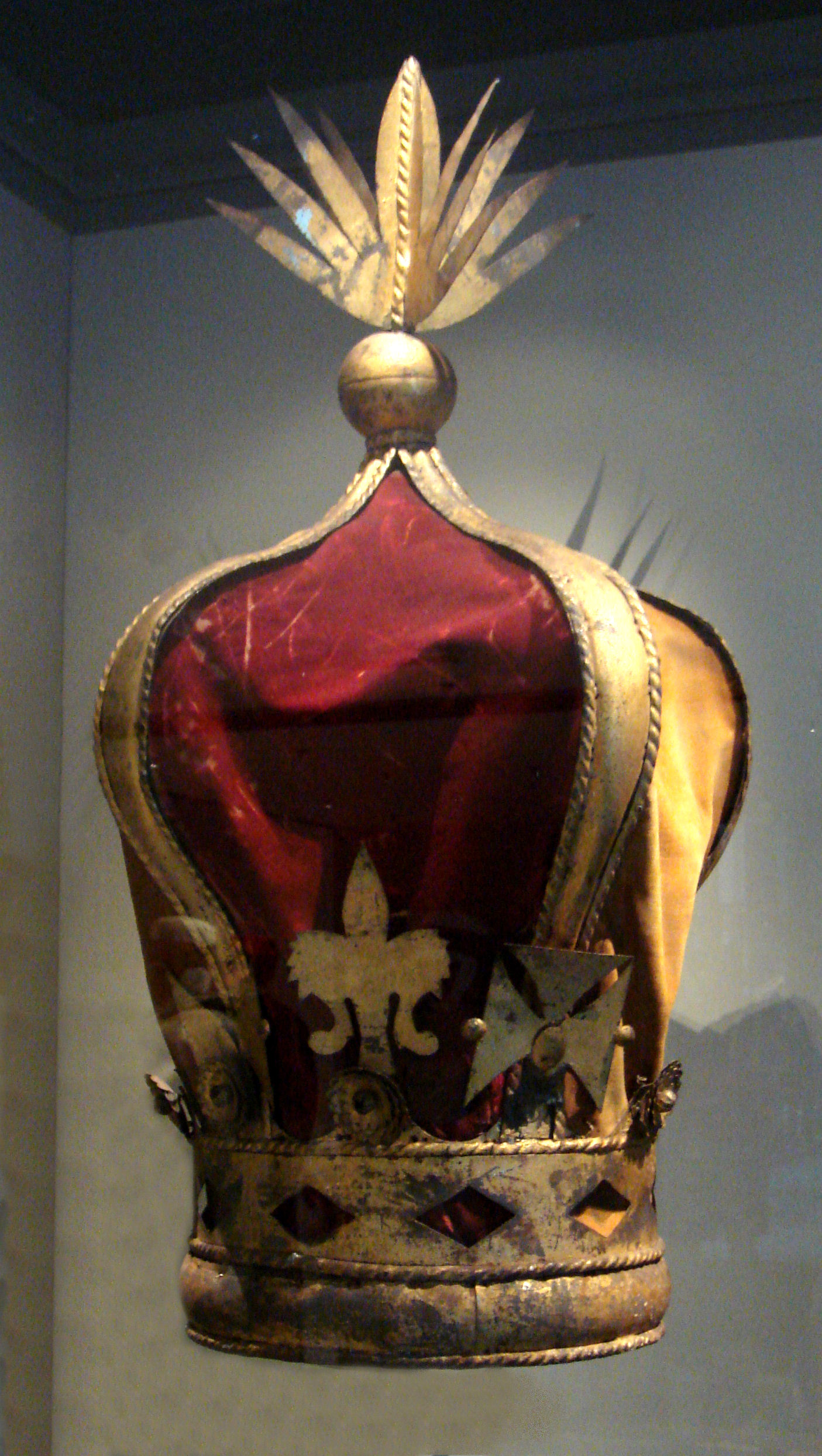
Couronne de Ranavalona III. Photo prise au Musée de l'Armée (Paris).

Par la loi du 15 janvier 1896 est créée la médaille commémorative de Madagascar pour la seconde guerre. Les modules et dessins de la médaille sont modifiés par rapport à la précédente de la première guerre franco-malgache, mais le ruban reste, lui, inchangé, avec seulement l'ajout d'une agrafe en argent stylisée avec inscription 1895. Environ 20 000 personnes en ont été décorées, seuls les militaires ayant participé à la campagne étant éligibles, ce qui est bien plus que les 2 500 médailles de la première guerre.
La France s'empare d'un grand nombre de trophées de guerre comme des casques d'officiers, dont un est exposé au musée de l'armée.
La « couronne de Ranavalona III » est en fait une coiffure décorative; la vraie couronne est volée en 2011 à Antananarivo. La coiffure est d'abord offerte au musée de l'armée par Georges Richard, maire de Saint-Denis (La Réunion). En 2020, le président Andry Rajoelina demande la restitution de l'objet, qui est rendu à Madagascar la même année, peu après les 60 ans de la république de Madagascar.